# Малі Садки
Малі́ Садки́ — село в Україні, у Шумській міській громаді Кременецького району Тернопільської області. Розташоване на півночі району. До 2020 підпорядковане Васьковецькій сільській раді.
Населення — 86 осіб (2001).

## Історія
Перша писемна згадка — 1545.
На 1936 рік село входило до ґміни Шумськ Кременецького повіту.
12 червня 2020 року, відповідно до розпорядження Кабінету Міністрів України № 724-р «Про визначення адміністративних центрів та затвердження територій територіальних громад Тернопільської області» село увійшло до складу Шумської міської громади.
19 липня 2020 року, в результаті адміністративно-територіальної реформи та ліквідації Шумського району, село увійшло до складу Кременецького району.

## Населення

### Мова
Розподіл населення за рідною мовою за даними перепису 2001 року:
| Мова            | Кількість | Відсоток |
| --------------- | --------- | -------- |
| українська      | 405       | 98.78%   |
| російська       | 3         | 0.73%    |
| польська        | 2         | 0.49%    |
| інші/не вказали | 1         | 0.04%    |
| Усього          | 410       | 100%     |

## Пам'ятки

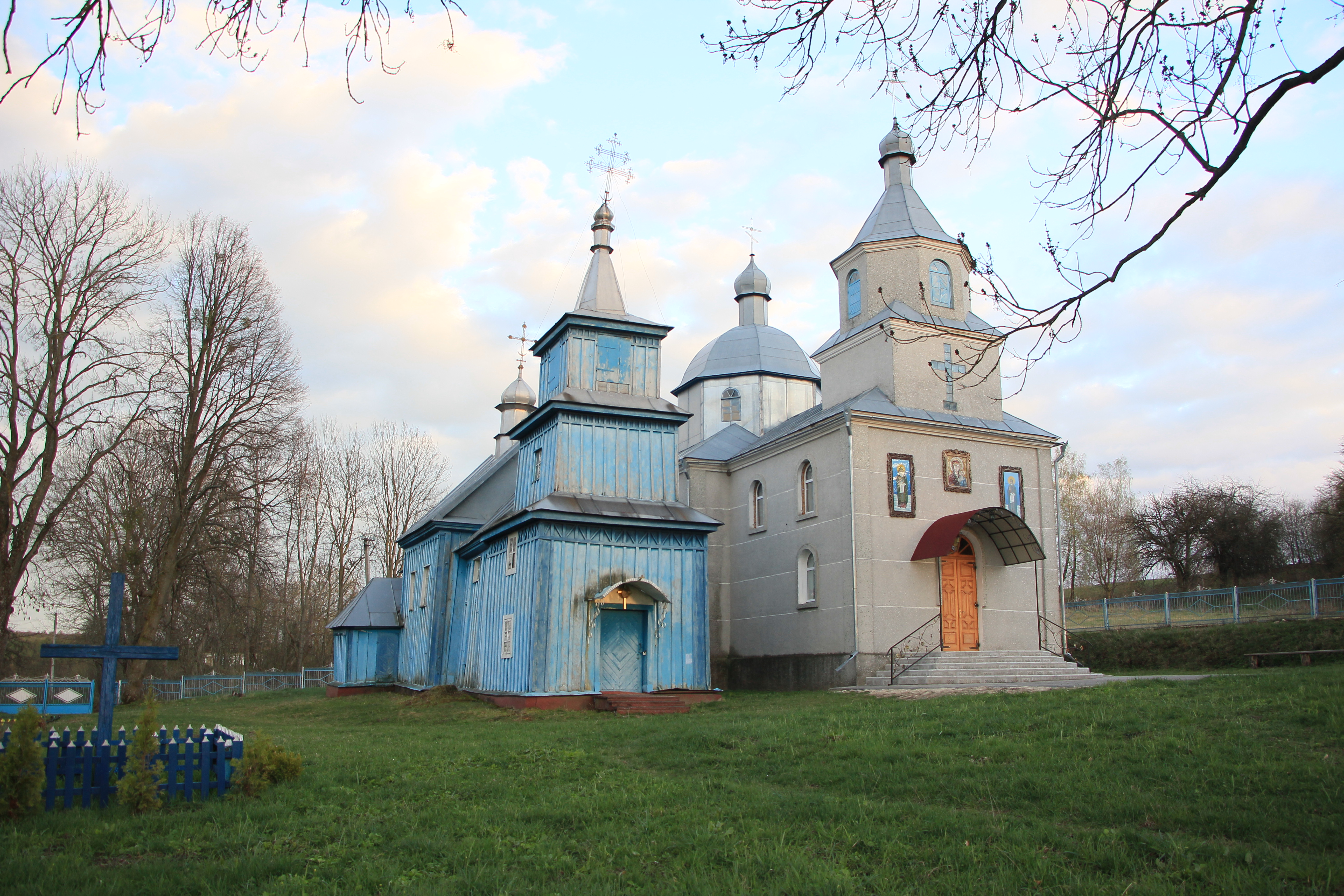
Дерев'яна церква поруч нової мурованої

Є 2 церкви Матері Божої Казанської (1790, дерев'яна та 1999).
Встановлено пам'ятний хрест на честь хрещення Русі.

## Соціальна сфера
Діють загальноосвітня школа І-ІІ ступенів, бібліотека, ФАП, Центр молодіжного дозвілля (клуб).

## Відомі люди

### Проживали
- Ганна Ткачук (1923—1997) — українська поетеса.

## Галерея

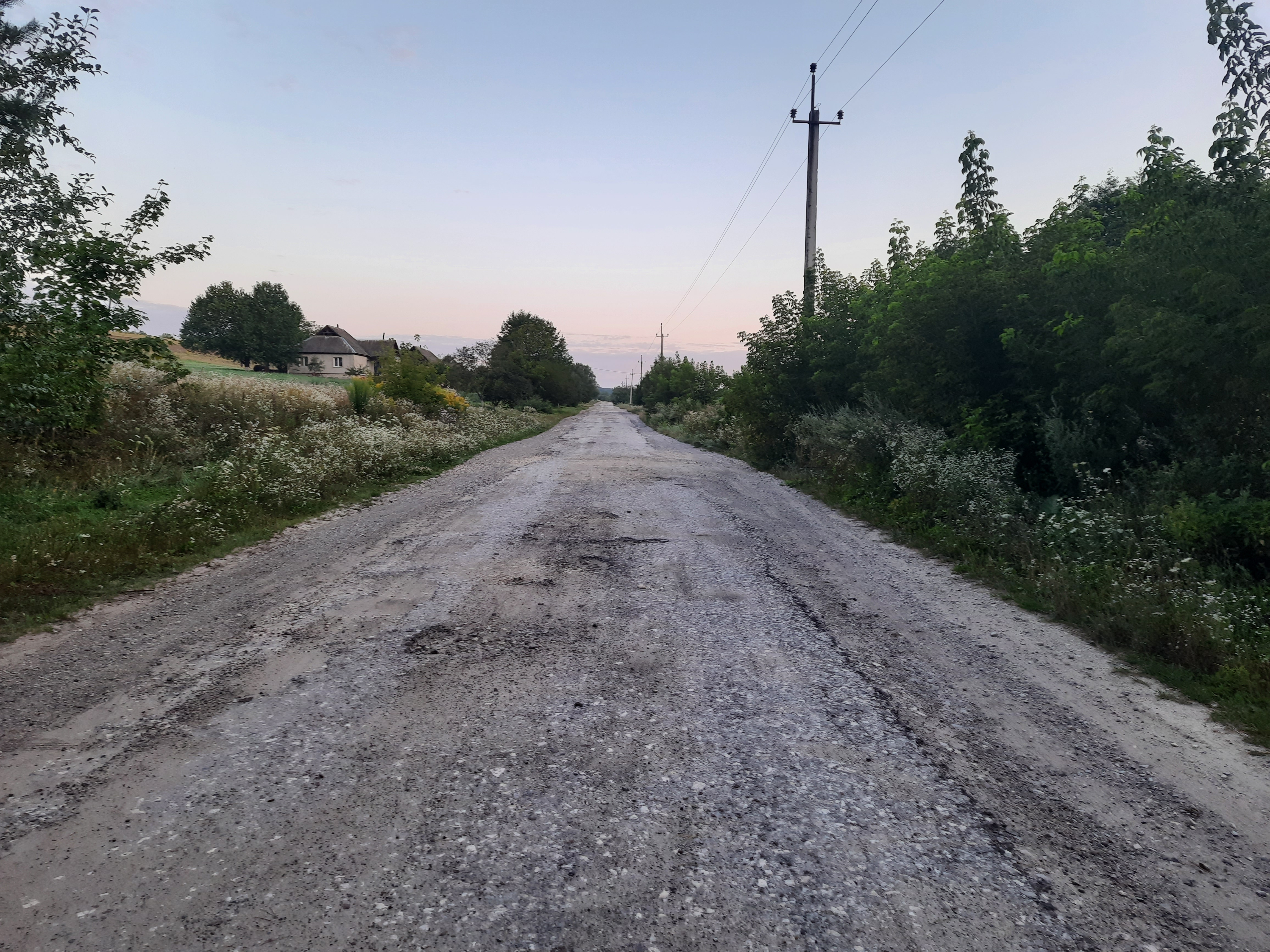
В'їзд у село
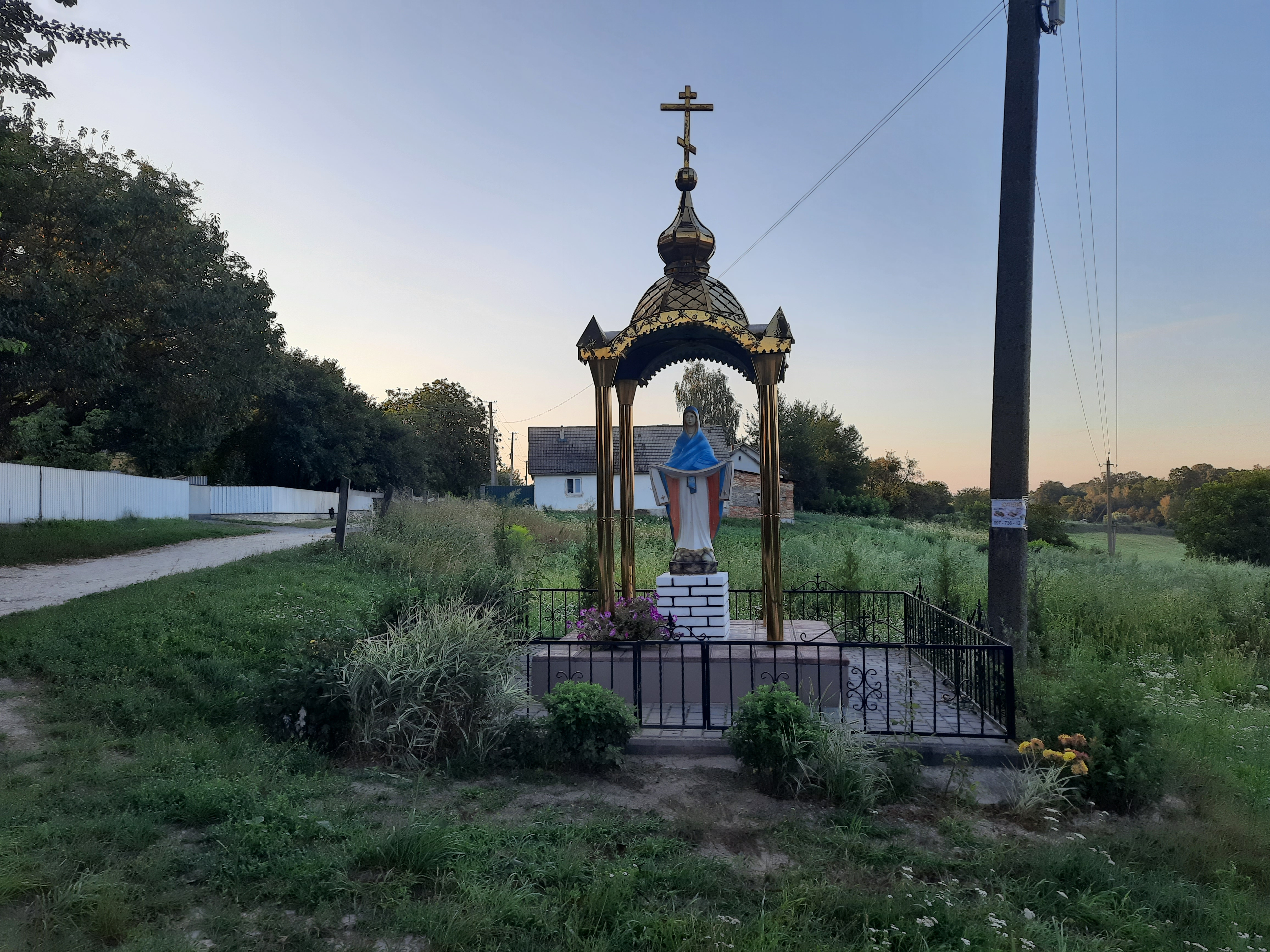
Статуя Божої Матері
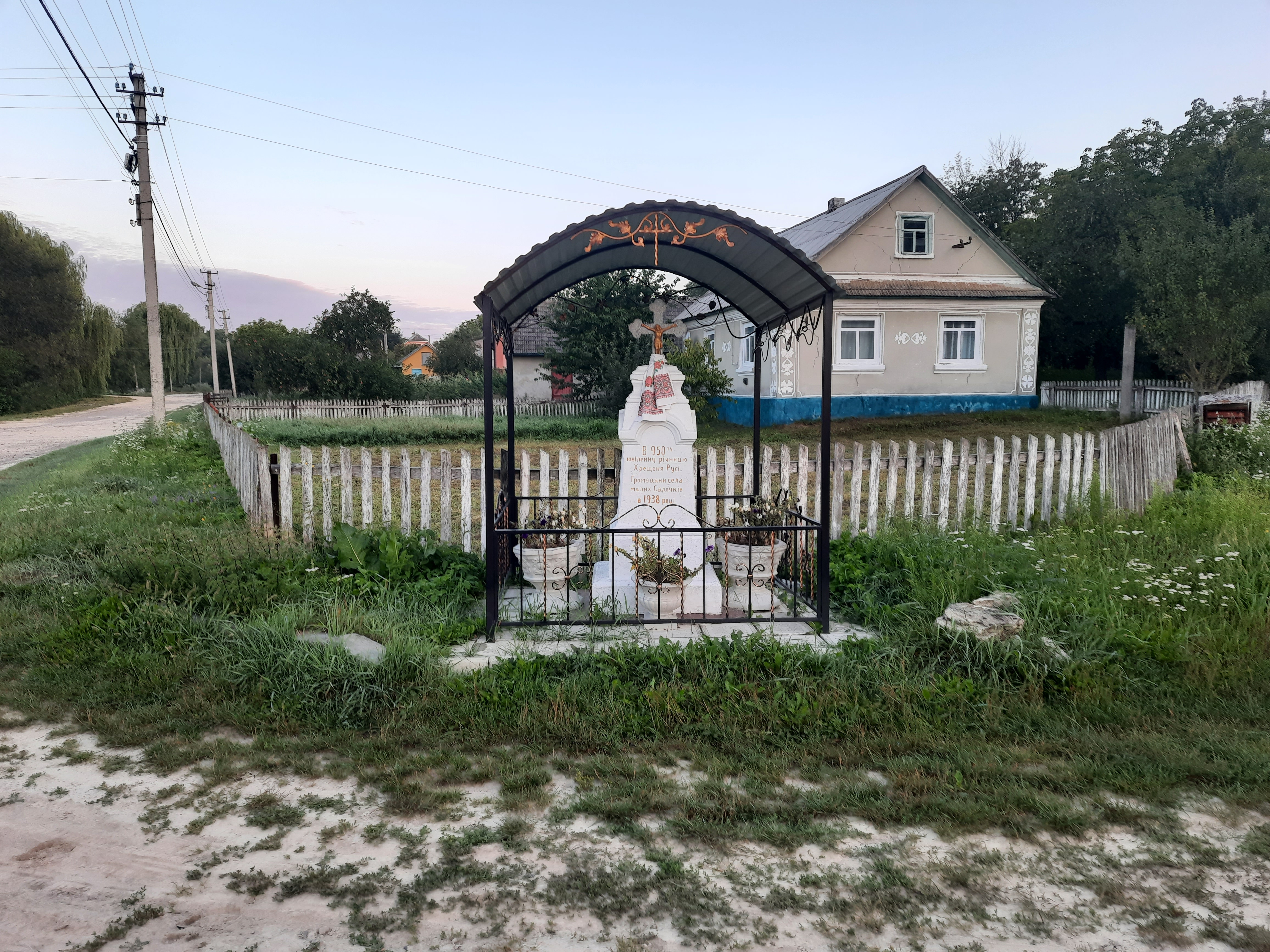
Пам'ятний хрест
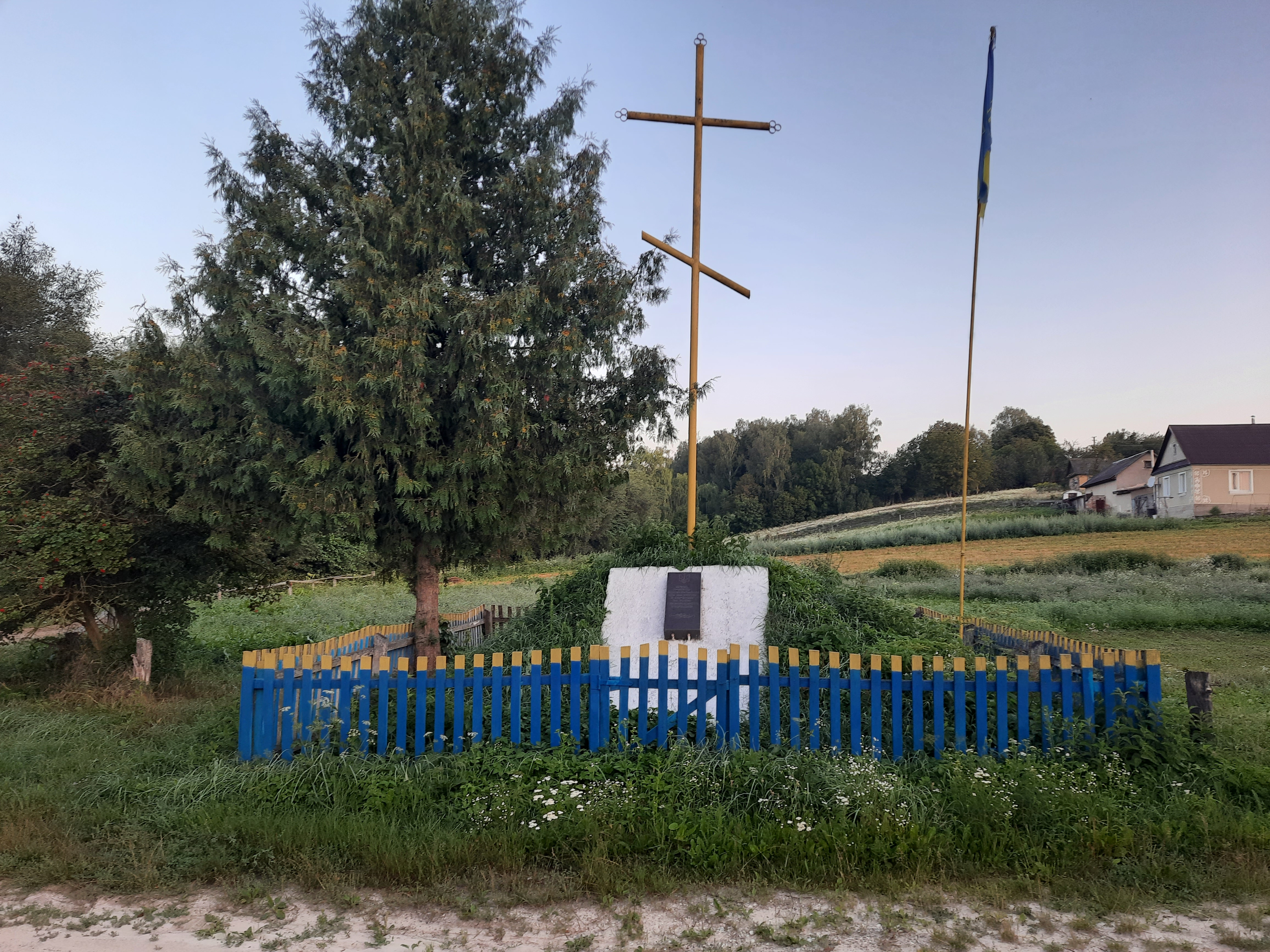
Символічна могила Борцям за волю України
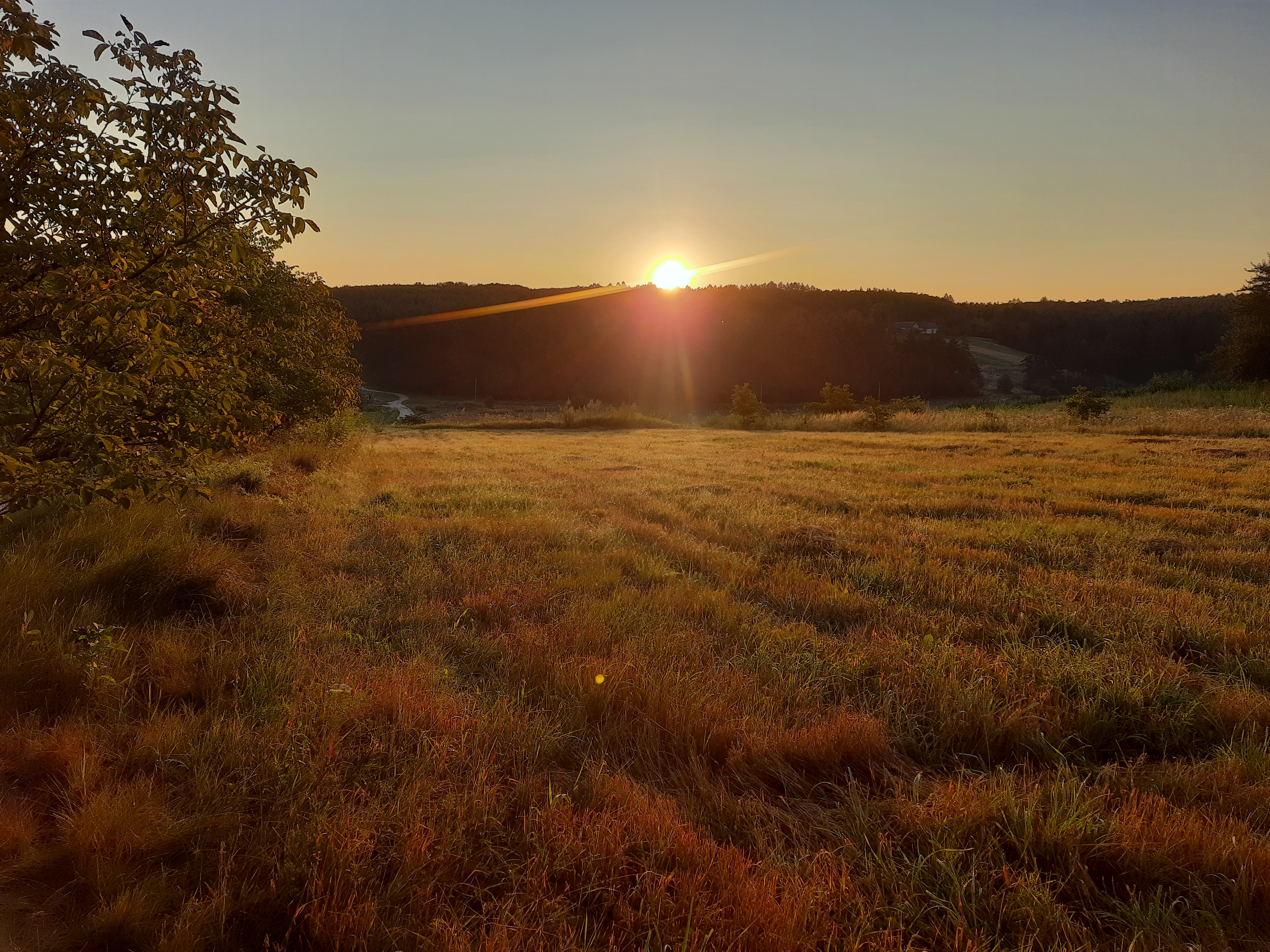
Краєвид біля села